# Dolmen du Vieil Homme
Le dolmen du Vieil Homme, parfois dénommé dolmen de la Jagantière ou Palet de Roland, est situé sur les contreforts sud-est de la Montagne Noire à 3 km de Villeneuve-Minervois dans le département de l'Aude.

## Protection
L'édifice est classé au titre des monuments historiques en 1889.
Des travaux de restauration ont été entrepris depuis 1972, par des passionnés de Villeneuve-Minervois.

## Description
Le dolmen a été construit à 389 mètres d'altitude, il domine les plaines du Minervois et du Narbonnais. La table de couverture, légèrement inclinée côté est, est en calcaire sériciteux d'origine locale. Elle mesure 2,50 m de long sur 2,30 m de large pour une épaisseur moyenne de 0,25 m. La fissure visible en son milieu serait due à la foudre.
Le dolmen a fait l'objet de plusieurs fouilles clandestines dont les résultats ne sont pas connus. En 1892, Germain Sicard mentionne y avoir recueilli « une belle pointe de flèche barbelée et pédonculée en silex ».
A environ 200 m à l'ouest, s'élève le dolmen de Roquetrucade.

## Folklore
Le dolmen est parfois appelé le "Palet de Roland" car une légende raconte que la pierre a été façonnée par Roland, le neveu de Charlemagne. Il s'en servit alors comme un palet, le projetant jusqu'à Narbonne.